# Eduardo Robles-Gil Orvañanos
Eduardo Robles-Gil Orvañanos LC (* 18. September 1952 in Mexiko-Stadt, Mexiko) ist ein katholischer Ordenspriester. Er war von 2014 bis 2020 Generaldirektor des aus der Kongregation der Legionäre Christi (LC) und dem Apostolatswerk Regnum Christi (RC) bestehenden Gesamtordens.

## Leben
Eduardo Robles-Gil schloss sich dem Apostolatswerk Regnum Christi an und wurde 1975 dessen konsekriertes Laienmitglied. 1977 trat er in die Ordensgemeinschaft der Legionäre Christi ein und studierte Theologie und Philosophie in Rom. 1983 empfing er in Mexiko-Stadt die Priesterweihe. Nach seelsorgerischen Tätigkeiten in Spanien, Brasilien und Mexiko war er Direktor der ordenseigenen Schulen in Mexiko sowie Territorialdirektor (Provinzial) des Ordens in Mexiko. Er war Mitgründer der Ordensniederlassung der Legionäre und des Regnum Christi in Brasilien.
Im Januar 2011 wurde er vom Päpstlichen Delegaten Velasio Kardinal De Paolis CS, der die Ordensleitung der Legionäre Christi nach der Apostolischen Visitation 2009/10 im Auftrag des Vatikans überwachte, zum Mitglied des Ausschusses für Öffentlichkeitsarbeit für die Opfer von Missbrauch durch den Gründer der Legionäre Christi, Marcial Maciel, berufen. Im August 2013 übernahm er die Position des Regionaldirektors in Mexiko und wurde mit Zustimmung des päpstlichen Delegaten zum Pro-Generalsekretär ernannt.
Am 20. Januar 2014 wählte ihn das außerordentliche Generalkapitel der Kongregation für 6 Jahre zum Generaldirektor der Legionäre Christi und des Regnum Christi. Am 6. Februar 2020 wurde der US-Amerikaner John Connor (* 1969) sein Nachfolger als Generaloberer.